# Wahlen 1997
◄◄ | ◄ | 1993 | 1994 | 1995 | 1996 | Wahlen 1997 | 1998 | 1999 | 2000 | 2001 | ► | ►►

Weitere Ereignisse
Die Liste der Wahlen 1997 umfasst Parlamentswahlen, Präsidentschaftswahlen, Referenden und sonstige Abstimmungen auf nationaler und subnationaler Ebene, die im Jahr 1997 weltweit abgehalten wurden.

## Afrika

### Gambia
- Am 2. Januar: Parlamentswahlen in Gambia 1997

### Liberia
- Wahlen in Liberia 1997

## Amerika

### Argentinien
- Am 28. Oktober: vorgezogene Wahl zur Abgeordnetenkammer

### Bolivien
- am 1. Juni: erste Runde der Präsidentschaftswahl.
- am 4. August wählt die Plurinationale Legislative Versammlung Boliviens (bestehend aus beiden Kammern des Parlaments) Hugo Banzer zum Präsidenten Boliviens.

### Chile
- am 11. Dezember: Parlamentswahl

### Guyana
- Am 15. Dezember: Parlamentswahl. Absolute Mehrheit (29 von 53 Sitzen) für die PPP (People’s Progressive Party)

### Jamaika
- Am 18. Dezember: Parlamentswahl in Jamaika[1]

### USA
- Am 4. November: Gouverneurswahlen

## Asien

### Indien
- Am 14. Juli Präsidentschaftswahl in Indien

### Iran
- Am 23. Mai im Iran, siehe Präsidentschaftswahl im Iran

### Pakistan
- Am 3. Februar Parlamentswahl in Pakistan

### Singapur
- Parlamentswahlen 1997 in Singapur am 2. Januar

## Europa

### Albanien
- 29. Juni: Referendum über die Restaurierung der Monarchie in Albanien 1997
- 29. Juni und 6. Juli: Parlamentswahl

### Andorra
- 16. Februar 1997: Parlamentswahl (Marc Forné Molné blieb Regierungschef)

### Bosnien und Herzegowina
- 13.–14. September: Kommunalwahlen[2]
- 22.–23. November: Parlamentswahl[3]

### Bulgarien
- Parlamentswahl am 19. April, siehe Parlamentswahl in Bulgarien 1997

### Deutschland
- 21. September: Bürgerschaftswahl in Hamburg

- Kommunalwahlen in Hessen

### Frankreich
- 25. Mai und 1. Juni: Parlamentswahl in Frankreich

### Irland
- 6. Juni: Wahlen zum irischen Parlament
- 30. Oktober: Präsidentschaftswahl (siehe Mary McAleese)

### Kroatien
- 12. April: Kommunalwahlen[4]

- 15. Juni: Präsidentschaftswahl.

### Montenegro
- Am 5. und 19. Oktober Präsidentschaftswahlen in Montenegro[5]

### Norwegen
- 14./15. September: Parlamentswahl in Norwegen

### Österreich
- Landtagswahl in Oberösterreich
- Gemeinderatswahl in St. Pölten

### Polen
- Volksabstimmung zur Polnischen Verfassung (25. Mai)
- Parlamentswahl in Polen (25. September)

### Serbien
- 21. September: Wahlen von Nationalversammlung und Präsident

### Slowenien
- Präsidentschaftswahl in Slowenien

### Spanien
- 19. Oktober: Parlamentswahl in Galicien

### Vereinigtes Königreich
- 1. Mai: Britische Unterhauswahlen 1997
- zahlreiche lokale Wahlen
- Referendum in Schottland 1997
- Referendum in Wales 1997